# Любен Дашев
Любен Дашев е български поет и общественик.

## Биография
Любен Дашев е роден на 17 август 1959 г. в с. Беглеж, Плевенско в семейство на учители. Средното си образование завършва в Природо-математическата гимназия „Св. Климент Охридски“ в Силистра. Завършил е специалност „История“ във Великотърновски университет „Св. св. Кирил и Методий“. Поема по стъпките на родителите си като преподавател в различни учебни заведения в общ. Силистра. Сътрудничи на централния и на местния периодичен печат в Силистра. По негови стихове са написани много песни от Валди Тотев и Митко Динев като „Пристан“ – Песен за Силистра, „Несбъдната любов“, „С нами Бог“, „Прегръдка“ и др. Автор е на духовна поезия, любовна лирика, сатирични стихове, множество епиграми, афоризми, басни, пародии, вицове и др. Носител на литературни награди „Златен Пегас“ и др.
Обществената му кариера включва:
- работил като възпитател в различни учебни учреждения в община Силистра;
- работил като главен експерт в отдел „Култура“ в община Силистра;
- главен редактор в. „Силистра днес и утре“;
- главен редактор в. „Пеликан“;
- редактор на в. „Порт Силистра“;